# Monochamus transvaaliensis
Monochamus transvaaliensis là một loài bọ cánh cứng trong họ Cerambycidae.